# Scenari
Scenari est une suite logicielle libre de conception et d'utilisation de  chaînes éditoriales pour la création de documents multimédia (édition structurée et publication des documents).
SCENARI est l'acronyme de Système de conception de Chaînes Éditoriales pour des contenus Numériques, Adaptables, Réutilisables et Interactifs.

## Concepts
Scenari est destiné aux personnes confrontées aux problématiques suivantes :
- Marquer l'identité d'une organisation : l'auteur est contraint de publier des documents avec une structure et une charte graphique homogène, ces informations étant prédéfinies dans un modèle documentaire.
- Diffuser des contenus sous différents formats : le contenu est saisi une seule fois dans l'interface auteur, mais les formats de publications sont multiples.
- Maintenir les documents à jour : lorsque le contenu doit être changé, il n'y a qu'une seule source de données à mettre à jour.

L'approche est différente de la méthode bureautique dite « artisanale ».

## Usages

### Les chaînes de type "Produits"
Les "produits" sont des modèles documentaires réfléchis sur plusieurs années et arrivés à maturité, sur lesquels la communauté Scenari assure une compatibilité et un support à long terme. Ils sont toujours susceptibles d'évoluer en fonction des suggestions des utilisateurs et la compatibilité des contenus avec les nouvelles versions est assuré par des mécanismes de migrations.

#### Opale: documents pédagogiques (pédagogie "académique")
Opale est une chaîne éditoriale Scenari orientée vers la rédaction d'un contenu pédagogique de type académique (riche en texte structuré, accompagné de ressources multi-media et d'exercices). Il produit des publications de type polycopié (PDF), site web, module SCORM, présentation (DHTML). Il est utilisé notamment par des organismes de formation, dans le secteur public, et environ 50 établissements d'enseignement supérieur. Il possède un mode d'utilisation pour débutant, "Starter", qui masque les fonctionnalités les plus compliquées de l'éditeur. Il est répertorié depuis 2020 dans le Socle Interministériel des Logiciels Libres.

#### Dokiel: documentation technique et logicielle
Dokiel est une chaîne Scenari de production de documentations (manuels utilisateur, guide d'installation et d'exploitation, document de spécification, cahier des charges...) et de supports de formation présentielle et e-learning.

#### OptimOffice: une chaine éditoriale "générique"
Contrairement aux autres chaînes éditoriales, OptimOffice n'est pas orienté vers un métier ou un contexte précis, c'est une "chaîne éditoriale généraliste". Elle cible approximativement le même type d'usage qu'une suite bureautique, mais conserve les principes de séparation fond/forme et de publication multi-supports.

### Les chaînes de type "Projets"
Les projets sont des chaînes éditoriales ayant atteint une bonne maturité dans un contexte particulier, couvrant par exemple un cadre d'usage très spécifique. Ils sont souvent fonctionnels, mais son éditeur ne s'est pas engagé à la maintenir sur le long terme. On peut citer par exemple le projet Topaze qui permet la création d'études de cas non-linéaires dont le déroulement peut dépendre des réponses de l'apprenant.

### Construire ses propres modèles
Le programme SCENARIbuilder permet la création de ses propres chaines éditoriales ou la modification de logiciels existants. Ce procédé ne nécessite pas de connaissance en programmation traditionnelle mais se base sur une méthodologie nouvelle à assimiler.

## Fonctionnement technique

### Les outils Scenari
La suite Scenari comprend les outils de base suivant, le "noyau Scenari" :
- SCENARIchain-desktop : lit des "packs" de chaînes éditoriales, fonctionne soit en local soit en mode client/serveur
- SCENARIclient : fonctionne comme SCENARIchain-desktop mais ne peut pas être utilisé en local
- SCENARIchain-server : une webapp qui centralise la partie stockage des données et génération des documents publiables, il faut utiliser un client Scenari pour s'y connecter
- SCENARIbuilder : application qui permet de construire des modèles documentaires, à la base de toutes les chaînes éditoriales

Les outils Scenari sont développés en langages standards web (HTML, CSS, Typescript) pour l'interface graphique et Java pour la partie interne. Les documents de l'auteur sont enregistrés en XML et traités par des transformations XSLT.

### Les modes de diffusion d'une chaîne
Pour travailler en local ou se connecter à un SCENARIchain-server :
- wsppack à exploiter avec les outils Scenari
- Application autonome Linux / Mac / Windows

## Fonctionnalités
Le créateur de modèle a le choix d'utiliser les fonctionnalités suivantes de Scenari lors de la conception d'une chaîne éditoriale.

### Édition
- Structuration :
  - Ensemble d'items (fichiers XML) : le modèle autorise la création de différents types d'objets liés entre eux, avec chacun sa structure propre, une arborescence permet de lister et déplacer dans des dossiers et renommer les items (suivi automatique des liens)
  - À l'intérieur d'un Item : "partie, sous partie" avec ou sans titre et meta/données, éventuellement récursive
  - Balisage "inline" : possibilité de marquer une expression à l'intérieur d'un paragraphe et de lui associer un sens personnalisé en fonction du modèle (exemple : Important, Citation, Code source, Numéro de série...), lien hypertexte, insertion de caractères spéciaux
  - Champs obligatoires ou facultatifs, de type paragraphes, ligne de texte, date, nombre, énumération, ressource
  - Liste a puce, liste ordonnée
  - Affichage d'un "Plan" hiérarchique du document qui reprend les titres des unités de contenus
- Correcteur orthographique
- Style de l'éditeur, à usage des auteurs de contenu, personnalisable pour chaque modèle (couleurs des titres, icônes...)
- Traitement des ressources
  - Images (jpg, png, gif) : redimensionnement ou conversion à la publication (par ImageMagick)
  - Vidéos (webm, mp4) : intégration HTML5 a la publication web
  - Audio (mp3, ogg) : conversion (par SoX)
  - Formules de mathématique (odf, LaTeX) conversion sous forme d'image pour la publication web pour l'odf et utilisation de mathJax pour le LaTeX.
  - Tableaux (ods) : conversion sous forme d'image pour la publication web
  - Tableaux internes : éditeur de tableau intégré aux applications pour des tableaux simples (supporte les ligne et colonne d'entête, typage des cellules, fusion des cellules, balisage du texte à l'intérieur des cellules)
  - Autres : fichiers binaires, sous forme de liens pour les publications web
- Module Exercice
  - Consigne, réponses, indices : peuvent inclure tout type de données (texte structuré ou ressources multi-media)
  - Publication sous forme d'évaluations et d'exercices interactifs pour le web, ou sous forme d'examen sur feuille
- Module audio : segmentation et enrichissement d'une ressource audio par des compléments (titres, images, textes)
- Localisation : possibilité de traduire les applications Scenari (texte des programmes, nom des objets et des champs dans l'éditeur, textes fixes dans les documents publiés)

### Publication
- Sélection des champs à publier et de leur ordre de publication (par exemple, possibilité d'avoir une publication "avec commentaire" et une publication "sans commentaire" sur un diaporama à partir d'une seul source de contenu)
- Publication papier (par LibreOffice)
  - Références, notes de bas de pages, glossaire, index, table des matières, liste des illustrations...
  - Styles ODT personnalisables : page de fond, blocs flottants, numérotation des pages, recto/verso...
  - Choix du format d'enregistrement : ODT, PDF ou DOC
- Publication Web
  - Navigation hiérarchique dans le document (menu développé partiellement ou complètement, barre de navigation horizontale, boutons suivants...)
  - Navigation transverse (références, glossaire, schémas cliquables, en fonction de réponse aux exercices...)
  - Layouts et styles modifiables par fichiers de "Templates web" (balises encadrant le contenu) et fichiers CSS
  - Génération de module SCORM, remonté des scores des exercices interactifs a une plateforme LMS
- Possibilité de génération à partir d'une XSL personnalisée (exemple: flux RSS de webmedia) ou inclusion de morceaux d'XSL dans des widgets réutilisables
- Possibilité de concevoir et diffuser des déclinaisons graphiques sous forme d'extensions installable en complément des modèles

## La communauté Scenari
Portée historiquement par l'Université de Technologie de Compiègne (UTC), la communauté rassemble aujourd'hui plus d'une cinquantaine de partenaires, en France et à l'étranger, parmi lesquels se distinguent des développeurs, des intégrateurs et des utilisateurs de Scenari. 

### Prix
- 2 Trophées du Libre, catégories Entreprise et Éducation - CETRIL (Centre Européen de Transfert et de Recherche en Informatique Libre) - 30 novembre 2007
- Trophées de l'économie numérique, catégorie Innovation dans la e-santé - La Mélée - 15 juin 2007
- Prix eQuality Award - European Foundation for Quality in Elearning - 30 janvier 2007